# Остеобласт
Остеобласти (від лат. os — кістка, грец. blastos — зачаток) — молоді клітини кісткової тканини, що створюють кісткову тканину. У вже сформованій кістці вони зустрічаються тільки в ділянках руйнування і відновлення кісткової тканини. У кістках, що утворюються, вони покривають майже суцільним шаром усю поверхню кісткової балки. Остеобласти бувають різної форми: кубічної, пірамідальної або багатокутньої. Діаметр їх тіла близько 15-20 мкм. Здатні до розмноження. Поступово остеобласти диференціюються у остеоцити, при цьому кількість органел у клітині зменшується. Міжклітинна речовина, яка утворюється остеобластами, замуровує клітину з усіх боків і просочується солями кальцію.

## Будова
Ядро округлої або овальної форми, часто розміщене ексцентрично, містить одне або кілька ядерець. В цитоплазмі остеобластів добре розвинуті ендоплазматична сітка, мітохондрії і комплекс Ґольджі. У ній є в значних кількостях РНК і висока активність лужної фосфатази. Лужна фосфатаза бере участь в імпрегнації фосфатами органічного матриксу кістки.